# Nationalliga A (Handball) 2015/16
Die Spielzeit 2015/16 war die 67. reguläre Spielzeit der Schweizer Nationalliga A im Handball der Männer. Die Saison begann am 30. August und endete am 16. Mai 2016.

## Modus
Gespielt wurden von den 10 Teams zwei Doppelrunden zu je 18 Spielen.
Danach wurde eine Finalrunde mit den besten sechs Mannschaften aus der Hauptrunde gespielt. Die besten vier Teams ermittelten den Schweizer Meister im Playoff-Stil. Die Halbfinals und der Final wurden nach dem Modus Best-of-Five gespielt.
Die anderen vier Mannschaften aus der Hauptrunde ermittelten in einer Abstiegsrunde den direkten Absteiger. Die zweitletzte Mannschaft der Abstiegsrunde spielte zwei Barragespiele gegen den Zweiten der Nationalliga B.

## Hauptrunde

### Rangliste
| Pl. |  | Verein                         | Sp. | S  | U | N  | Tore      | Diff. | Punkte  |
| --- |  | ------------------------------ | --- | -- | - | -- | --------- | ----- | ------- |
| 1.  |  | Kadetten Schaffhausen (M) (SC) | 18  | 15 | 1 | 2  | 0563:4400 | +123  | 031:50  |
| 2.  |  | Pfadi Winterthur (C)           | 18  | 11 | 3 | 4  | 0474:4090 | +65   | 025:110 |
| 3.  |  | Wacker Thun                    | 18  | 11 | 3 | 4  | 0515:4560 | +59   | 025:110 |
| 4.  |  | HC Kriens-Luzern               | 18  | 12 | 1 | 5  | 0510:4690 | +41   | 025:110 |
| 5.  |  | TSV St. Otmar St. Gallen       | 18  | 10 | 2 | 6  | 0477:4290 | +48   | 022:140 |
| 6.  |  | BSV Bern Muri                  | 18  | 8  | 1 | 9  | 0455:4330 | +22   | 017:190 |
| 7.  |  | GC Amicitia Zürich             | 18  | 8  | 0 | 10 | 0469:4750 | −6    | 016:200 |
| 8.  |  | TSV Fortitudo Gossau           | 18  | 5  | 0 | 13 | 0408:4800 | −72   | 010:260 |
| 9.  |  | RTV 1879 Basel (A)             | 18  | 4  | 1 | 13 | 0427:5320 | −105  | 09:270  |
| 10. |  | Lakers Stäfa (R)               | 18  | 0  | 0 | 18 | 0414:5890 | −175  | 00:360  |

Stand: 19. Oktober 2017
| Zum Hauptrundenende 2015/16: |                                                           |
|                              |                                                           |
|                              | Qualifiziert für die Finalrunde                           |
|                              | Abstiegsrunde                                             |
|                              |                                                           |
| Zum Saisonende 2014/15:      |                                                           |
| (M)                          | Schweizer Meister 2014/15: Kadetten Schaffhausen          |
| (C)                          | Cup-Sieger 2014/15: Pfadi Winterthur                      |
| (SC)                         | SuperCup-Sieger 2014/15: Kadetten Schaffhausen            |
| (R)                          | Sieger der Auf-/Abstiegsrunde 2014/15: Lakers Stäfa       |
| (A)                          | Aufsteiger aus der Nationalliga B 2014/15: RTV 1879 Basel |

### Kreuztabelle
Die Kreuztabelle stellt die Ergebnisse aller Spiele dieser Saison dar. Die Heimmannschaft ist in der linken Spalte, die Gastmannschaft mit dem Vereinswappen in der obersten Zeile aufgelistet.
| 2015/16                  | BSV Bern Muri | GC Amicitia Zürich | HC Kriens-Luzern | Lakers Stäfa | Kadetten Schaffhausen | Pfadi Winterthur | TSV Fortitudo Gossau | TSV St. Otmar St. Gallen | RTV 1879 Basel | Wacker Thun |
| ------------------------ | ------------- | ------------------ | ---------------- | ------------ | --------------------- | ---------------- | -------------------- | ------------------------ | -------------- | ----------- |
| BSV Bern Muri            |               | 22:27              | 26:27            | 35:25        | 22:28                 | 20:20            | 25:19                | 20:17                    | 32:16          | 24:27       |
| GC Amicitia Zürich       | 25:27         |                    | 25:33            | 39:26        | 24:32                 | 19:24            | 24:22                | 23:26                    | 39:23          | 31:22       |
| HC Kriens-Luzern         | 31:27         | 39:26              |                  | 25:20        | 26:27                 | 27:31            | 27:20                | 32:27                    | 28:24          | 28:26       |
| Lakers Stäfa             | 23:27         | 24:31              | 26:32            |              | 25:39                 | 20:32            | 22:23                | 21:35                    | 17:22          | 23:33       |
| Kadetten Schaffhausen    | 26:20         | 22:28              | 33:23            | 47:21        |                       | 35:28            | 38:24                | 28:25                    | 38:19          | 30:30       |
| Pfadi Winterthur         | 28:18         | 28:21              | 24:23            | 31:21        | 21:27                 |                  | 24:20                | 24:24                    | 40:21          | 22:22       |
| TSV Fortitudo Gossau     | 17:29         | 28:25              | 25:28            | 27:20        | 26:32                 | 24:25            |                      | 23:21                    | 25:18          | 27:31       |
| TSV St. Otmar St. Gallen | 31:25         | 33:19              | 26:20            | 34:24        | 26:24                 | 18:22            | 27:18                |                          | 32:26          | 26:26       |
| RTV 1879 Basel           | 26:36         | 22:24              | 27:27            | 34:28        | 25:27                 | 21:19            | 31:20                | 27:29                    |                | 22:35       |
| Wacker Thun              | 22:20         | 22:21              | 29:34            | 39:28        | 27:30                 | 28:27            | 33:20                | 27:20                    | 36:23          |             |
| Stand: 19. Oktober 2017  |               |                    |                  |              |                       |                  |                      |                          |                |             |

### Tabellenverlauf
|                          | 1  | 2  | 3  | 4  | 5  | 6  | 7  | 8  | 9  | 10 | 11 | 12 | 13 | 14 | 15 | 16 | 17 | 18 |
| ------------------------ | -- | -- | -- | -- | -- | -- | -- | -- | -- | -- | -- | -- | -- | -- | -- | -- | -- | -- |
| Kadetten Schaffhausen    | 1  | 1  | 1  | 1  | 1  | 1  | 1  | 1  | 1  | 1  | 1  | 1  | 1  | 1  | 1  | 1  | 1  | 1  |
| Pfadi Winterthur         | 2  | 3  | 2  | 4  | 4  | 5  | 4  | 5  | 4  | 4  | 6  | 3  | 4  | 3  | 4  | 3  | 2  | 2  |
| Wacker Thun              | 6  | 7  | 5  | 3  | 3  | 3  | 3  | 4  | 3  | 3  | 2  | 4  | 2  | 2  | 2  | 2  | 3  | 3  |
| HC Kriens-Luzern         | 4  | 8  | 4  | 2  | 5  | 4  | 5  | 2  | 2  | 2  | 3  | 2  | 3  | 4  | 5  | 4  | 4  | 4  |
| TSV St. Otmar St. Gallen | 7  | 6  | 8  | 6  | 2  | 2  | 2  | 3  | 5  | 5  | 4  | 5  | 5  | 5  | 3  | 5  | 5  | 5  |
| BSV Bern Muri            | 8  | 4  | 7  | 8  | 7  | 6  | 7  | 6  | 6  | 6  | 5  | 6  | 6  | 6  | 6  | 6  | 7  | 6  |
| GC Amicitia Zürich       | 3  | 2  | 3  | 7  | 8  | 8  | 6  | 8  | 7  | 7  | 7  | 7  | 7  | 7  | 7  | 7  | 6  | 7  |
| TSV Fortitudo Gossau     | 9  | 5  | 9  | 9  | 9  | 9  | 9  | 9  | 9  | 9  | 9  | 9  | 9  | 9  | 9  | 9  | 8  | 8  |
| RTV 1879 Basel           | 5  | 9  | 6  | 5  | 6  | 7  | 8  | 7  | 8  | 8  | 8  | 8  | 8  | 8  | 8  | 8  | 9  | 9  |
| Lakers Stäfa             | 10 | 10 | 10 | 10 | 10 | 10 | 10 | 10 | 10 | 10 | 10 | 10 | 10 | 10 | 10 | 10 | 10 | 10 |
| Stand: 19. Oktober 2017  |    |    |    |    |    |    |    |    |    |    |    |    |    |    |    |    |    |    |

### Torschützenliste
| Pl. | Spieler               | Tore | Schnitt | Mannschaft               |
| --- | --------------------- | ---- | ------- | ------------------------ |
| 01. | Lukas von Deschwanden | 221  | 6,0     | Wacker Thun              |
| 02. | Gábor Császár         | 194  | 5,7     | Kadetten Schaffhausen    |
| 03. | Nicolas Raemy         | 167  | 4,9     | Wacker Thun              |
| 04. | Manuel Liniger        | 166  | 4,7     | Kadetten Schaffhausen    |
| 05. | Tomáš Babák           | 162  | 5,4     | TSV St. Otmar St. Gallen |
| 06. | Bruno Kozina          | 140  | 4,7     | RTV 1879 Basel           |
| 07. | Boris Stankovic       | 137  | 4,9     | HC Kriens-Luzern         |
| 08. | Rares Jurca           | 132  | 4,9     | RTV 1879 Basel           |
| 09. | Luka Maros            | 131  | 4,5     | Kadetten Schaffhausen    |
| 10. | Christoph Piske       | 131  | 4,4     | TSV Fortitudo Gossau     |

### Zuschauertabelle
|                      | Verein                   | Zuschauer | pro Spiel | Auslastung | ausverkauft |
| -------------------- | ------------------------ | --------- | --------- | ---------- | ----------- |
| 01.                  | Wacker Thun              | 21'940    | 1'218     | 60,90 %    | 0/9         |
| 02.                  | Kadetten Schaffhausen    | 19'855    | 1'045     | 30,74 %    | 0/9         |
| 03.                  | TSV St. Otmar St. Gallen | 12'300    | 0'820     | 23,43 %    | 0/9         |
| 04.                  | HC Kriens-Luzern         | 09'363    | 0'668     | 51,38 %    | 0/9         |
| 05.                  | Pfadi Winterthur         | 09'909    | 0'619     | 26,91 %    | 0/9         |
| 06.                  | BSV Bern Muri            | 08'230    | 0'587     | 39,13 %    | 0/9         |
| 07.                  | Lakers Stäfa             | 06'675    | 0'445     | 26,18 %    | 0/9         |
| 08.                  | TSV Fortitudo Gossau     | 04'460    | 0'297     | 34,94 %    | 0/9         |
| 09.                  | GC Amicitia Zürich       | 04'131    | 0275      | 11,00 %    | 0/9         |
| 10.                  | RTV 1879 Basel           | 03'420    | 0'228     | 15,20 %    | 0/9         |
| Gesamt               | Gesamt                   | 100'283   | 0'643     | 31,98 %    | 0/90        |
| Stand: 29. Juli 2017 |                          |           |           |            |             |

## Abstiegsrunde

### Rangliste
| Pl. |  | Verein               | Sp. | S  | U | N  | Tore      | Diff. | Punkte  |
| --- |  | -------------------- | --- | -- | - | -- | --------- | ----- | ------- |
| 1.  |  | GC Amicitia Zürich   | 30  | 14 | 1 | 15 | 0795:7960 | −1    | 029:310 |
| 2.  |  | RTV 1879 Basel       | 30  | 12 | 3 | 15 | 0754:8270 | −73   | 027:330 |
| 3.  |  | TSV Fortitudo Gossau | 30  | 10 | 0 | 20 | 0716:8070 | −91   | 020:400 |
| 4.  |  | Lakers Stäfa         | 30  | 3  | 1 | 26 | 0706:8990 | −193  | 07:530  |

Stand: 29. Juli 2017
| Zum Saisonende 2015/16: |                                                |
|                         |                                                |
|                         | Saison beendet                                 |
|                         | Auf-/Abstiegsrunde                             |
|                         | Direkter Abstieg in die Nationalliga B 2016/17 |

## Finalrunde

### Rangliste
| Pl. |  | Verein                   | Sp. | S  | U | N  | Tore      | Diff. | Punkte  |
| --- |  | ------------------------ | --- | -- | - | -- | --------- | ----- | ------- |
| 1.  |  | Kadetten Schaffhausen    | 28  | 22 | 1 | 5  | 0828:6860 | +142  | 045:110 |
| 2.  |  | Pfadi Winterthur         | 28  | 18 | 4 | 6  | 0738:6430 | +95   | 040:160 |
| 3.  |  | Wacker Thun              | 28  | 17 | 4 | 7  | 0791:7130 | +78   | 038:180 |
| 4.  |  | TSV St. Otmar St. Gallen | 28  | 15 | 3 | 10 | 0752:6930 | +59   | 033:230 |
| 5.  |  | HC Kriens-Luzern         | 28  | 12 | 3 | 13 | 0754:7560 | −2    | 027:290 |
| 6.  |  | BSV Bern Muri            | 28  | 9  | 4 | 15 | 0690:7030 | −13   | 022:340 |

Stand: 29. Juli 2017
| Zum Finalrundenende 2015/16: |                               |
|                              |                               |
|                              | Qualifiziert für die Playoffs |
|                              | Saison beendet                |

## Auf-/Abstiegsrunde
|                      | Gesamt |             | Hinspiel | Rückspiel |
| -------------------- | ------ | ----------- | -------- | --------- |
| TSV Fortitudo Gossau | 53:52  | TV Endingen | 24:24    | 29:28     |

## Playoffs

### Playoff-Baum
|  | Halbfinal | Halbfinal                | Halbfinal |  |  | Final | Final                 | Final |
|  |           |                          |           |  |  |       |                       |       |
|  |           |                          |           |  |  |       |                       |       |
|  | 1         | Kadetten Schaffhausen    | 3         |  |  |       |                       |       |
|  | 4         | TSV St. Otmar St. Gallen | 0         |  |  |       |                       |       |
|  |           |                          |           |  |  | 1     | Kadetten Schaffhausen | 3     |
|  |           |                          |           |  |  | 3     | Wacker Thun           | 2     |
|  | 2         | Wacker Thun              | 1         |  |  |       |                       |       |
|  | 3         | Pfadi Winterthur         | 3         |  |  |       |                       |       |
|  |           |                          |           |  |  |       |                       |       |

### Halbfinal
|                       |   |                          | Serie | 1     | 2     | 3     | 4     | 5 | [HR] | [FR] |
| --------------------- | - | ------------------------ | ----- | ----- | ----- | ----- | ----- | - | ---- | ---- |
| Kadetten Schaffhausen | – | TSV St. Otmar St. Gallen | 3:0   | 35:23 | 35:24 | 37:24 | –     | – | [:]  | [:]  |
| Pfadi Winterthur      | – | Wacker Thun              | 1:3   | 27:22 | 16:17 | 22:27 | 22:25 | – | [:]  | [:]  |

HR = Hauptrunde, FR = Finalrunde

### Final
|                       |   |             | Serie | 1     | 2     | 3     | 4     | 5     | [HR] | [FR] |
| --------------------- | - | ----------- | ----- | ----- | ----- | ----- | ----- | ----- | ---- | ---- |
| Kadetten Schaffhausen | – | Wacker Thun | 3:2   | 31:25 | 23:24 | 32:21 | 24:25 | 30:28 | [:]  | [:]  |

HR = Hauptrunde, FR = Finalrunde

### Meistermannschaft der Kadetten Schaffhausen
| Schweizer Meister Kadetten Schaffhausen | Torhüter: Nikola Marinovic, Nikola Portner, Kaj Stokholm Flügel links: Manuel Liniger Flügel rechts: Nikola Cvijetić, Markus Richwien Rückraum links: David Graubner, Albin Alili, Zoran Markovic, Luka Maros Rückraum mitte: Gábor Császár, Andrija Pendic Rückraum rechts: Dimitrij Küttel, Aleksandar Stojanović Kreisläufer: Christoffer Brännberger, Johan Koch Cheftrainer: Peter Kukučka |

## Spielstätten
Die Spielstätten sind nach Kapazität der Stadien geordnet.
| Verein                   | Stadion                  | Kapazität |
| ------------------------ | ------------------------ | --------- |
| TSV St. Otmar St. Gallen | Sportanlage Kreuzbleiche | 3500      |
| Kadetten Schaffhausen    | BBC-Arena                | 3400      |
| GC Amicitia Zürich       | Saalsporthalle           | 2500      |
| Pfadi Winterthur         | Eulachhalle              | 2300      |
| Wacker Thun              | Sporthalle Lachen        | 2000      |
| Lakers Stäfa             | Frohberg                 | 1700      |
| RTV 1879 Basel           | Basel Rankhof            | 1500      |
| BSV Bern Muri            | Sporthalle Moos Gümligen | 1500      |
| HC Kriens-Luzern         | Krauerhalle              | 1300      |
| TSV Fortitudo Gossau     | Oberbüren Thurzelg       | 850       |